# Dobrzeń Wielki (stacja kolejowa)
Dobrzeń Wielki – stacja kolejowa w miejscowości Dobrzeń Wielki, w województwie opolskim, w powiecie opolskim, w gminie Dobrzeń Wielki, w Polsce.

## Ruch pasażerski
| Rok  | Wymiana pasażerska na dobę |
| ---- | -------------------------- |
| 2017 | 0-9                        |
| 2022 | 0-9                        |